# Lysianassa oculata
Lysianassa oculata är en kräftdjursart. Lysianassa oculata ingår i släktet Lysianassa och familjen Lysianassidae. Inga underarter finns listade i Catalogue of Life.